# TREN-D
TREN-D (кор. 트랜디) ; — южнокорейская гёрл-группа, сформированная в 2013 году компанией Baeksang Entertainment. Последний состав группы состоял из Пона, Ынбёль, Хаён и Рюджи.
Название группы TREN-D составлено из первых букв от записи имён участниц Новой романизацией: Tami, Ruru, Elli, Nayul, Danbi.

## Карьера
Первоначальный состав группы: Руру (лидер), Элли (главный вокал), Танби (саб-вокал), Тхами (рэппер), Наюль (вижуал, талисман группы).
После ухода главной вокалистки Элли в группе стало четыре участницы. Осенью 2014 года к группе присоединилась новая участница Пона и группа снова стала из пяти человек.
24 апреля 2015 года TREN-D получили свою первую награду на 2015 Asia Model Awards в номинации New Star Award.
В июле 2015 Наюль провела последнее выступления с группой.
В августе 2015 года в группу пришла Ынбёль. И именно она стала новой маннэ.
30 сентября 2015 года срок контракта Танби и Тхами истек, и девушки приняли решение не продлевать его.
В октябре 2015 года пришли две новые участницы — Хаён и Рюджи. И группа вновь стала из пяти человек.
В декабре 2015 TREN-D получили еще одну награду «Rising Star Award».
31 марта 2016 года компания расторгла контракт с Руру и после этого она покинула группу. Вместо нее лидером становится Пона.
Летом 2016 года TREN-D провела последние выступления.

## Участники
| Сценическое имя | Сценическое имя | Сценическое имя | Настоящее имя  | Настоящее имя | Настоящее имя | Дата рождения | Позиция в группе                          | Период в группе     |
| Романизация     | Русский         | Хангыль         | Романизация    | Русский       | Хангыль       | Дата рождения | Позиция в группе                          | Период в группе     |
| --------------- | --------------- | --------------- | -------------- | ------------- | ------------- | ------------- | ----------------------------------------- | ------------------- |
| Bona            | Пона            | 보나            | Kim Eun-bi     | Ким Ынби      | 김은비        | 17.05.1994    | Лидер, саб-вокалист                       | .10.2014—2016       |
| Eunbyeol        | Ынбёль          | 은별            | Park Eun-byeol | Пак Ынбёль    | 박은별        | 31.08.1995    | Ведущий вокалист, маннэ                   | 1.08.2015—2016      |
| Hayoung         | Хаён            | 하영            | Ahn Ha-young   | Ан Хаён       | 안하영        | 14.07.1992    | Главный рэппер                            | 1.10.2015—2016      |
| Ryuji           | Рюджи           | 류지            | Ryu Ji-young   | Ю Чжиён       | 류지영        | 19.07.1991    | Ведущий вокалист                          | 1.10.2015—2016      |
| Ellie           | Элли            | 엘리            | Kim Seo-kyung  | Ким Согён     | 김서경        | 2.11.1989     | Главный вокалист                          | .09.2013—.01.2014   |
| Na Yul          | Наюль           | 나율            | Kim Eun-ji     | Ким Ынджи     | 김은지        | 7.01.1991     | Ведущий вокалист, талисман группы, вижуал | .09.2013—.07.2015   |
| Tamy            | Тхами           | 타미            | Lee Yeong-joo  | Ли Ёнджу      | 이영주        | 2.03.1991     | Главный рэппер                            | .09.2013—30.09.2015 |
| Dan.B           | Танби           | 단비            | Oh Si-young    | О Сиён        | 오시영        | 7.08.1991     | Ведущий вокалист                          | .09.2013—30.09.2015 |
| Ruru            | Руру            | 루루            | Kang Tae-ri    | Кан Тхэри     | 강태리        | 8.07.1991     | Лидер, ведущий вокалист                   | .09.2013—31.03.2016 |

## Синглы
| - Candy Boy (2013) - 설레임 (Heart Fluttering) (2014) - 정 (Jung) (2015) - 정 (Jung) Переиздание (2015) |